# Julie Papineau
Julie Papineau, née Julie Bruneau le 19 janvier 1795 à Québec, et morte le 18 août 1862 à Montebello, est l'épouse de Louis-Joseph Papineau. Elle passe à la postérité grâce à son importante correspondance avec son mari (plus de 600 lettres), qui offre de riches perspectives sur les enjeux de son époque. 

## Biographie

### Enfance et formation
Julie Bruneau est née le 19 janvier 1795, au sein d'une riche famille de Québec. Son père, Pierre Bruneau, est issu d'une famille de marchands Canadiens français et fut député de l'Assemblée du Bas-Canada, représentant le comté de Basse-Ville (Québec) entre 1810 et 1816 (il appuie fréquemment le Parti canadien). Sa mère, Marie-Anne Robitaille, est aussi originaire de la ville de Québec. 
À l'image des autres petites filles de la bourgeoisie, Julie Bruneau étudie au Couvent des Ursulines de Québec, le plus vieil établissement d'enseignement pour femmes en Amérique du Nord. Elle y acquiert une éducation axée sur la foi et teintée de conservatisme social. Durant sa vie, Julie Papineau sera très attachée à sa foi catholique.   

### Mariage avec Louis-Joseph Papineau

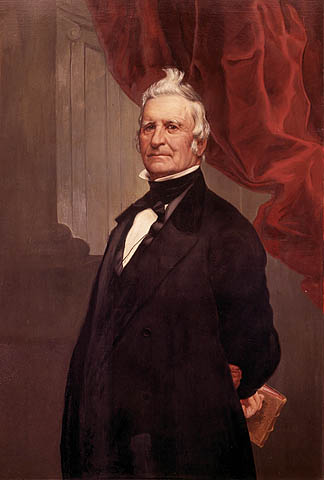
Louis-Joseph Papineau, chef du Parti canadien, que Julie Bruneau épouse en 1818.

En avril 1818, à l’église Notre-Dame-des-Victoires de Québec, elle épouse Louis-Joseph Papineau, chef du Parti canadien (aussi connu sous le nom de Parti patriote) et orateur (speaker) de la Chambre d'assemblée du Bas-Canada. Elle aura alors accès à un large réseau familial et pourra notamment compter sur l'appui de la sœur de Louis-Joseph, Rosalie Papineau. Entre 1819 et 1834, neuf enfants sont issus du mariage de Julie et Louis-Joseph Papineau, dont quatre (René-Didier, Arthur, Ernest et Aurélie) meurent en bas âge.     
La perte de ses enfants est l'une des raisons qu'évoquent certains historiens, comme Fernand Ouellet et Mylène Bédard, pour expliquer la « mélancolie », voire l'état dépressif, qui a caractérisé une partie de l'existence de Julie Papineau. Elle sera également souvent malade et soumise à des traitements purgatifs et émétiques.    
Très pris par ses responsabilités, particulièrement durant les longs mois d'hiver, Louis-Joseph Papineau doit souvent loger près de l'Assemblée, dans une maison de chambres. Les époux entretiennent donc une riche relation épistolaire, qui fait notamment état de leur vie de famille, de l'emploi du temps de Louis-Joseph ou encore des débats à la Chambre d'assemblée. Julie Papineau y démontre un intérêt marqué pour les questions politiques de l'époque. Ils échangent également lors des voyages de Louis-Joseph, notamment lorsqu'il part pour l'Angleterre en 1822.       
Peu à peu, Louis-Joseph Papineau s'impose comme une figure de proue du mouvement réformiste revendiquant de profonds changements constitutionnels dans le Bas-Canada, alors dominé par les Britanniques à la suite de la conquête de 1760.

### Rébellion des Patriotes et exil aux États-Unis

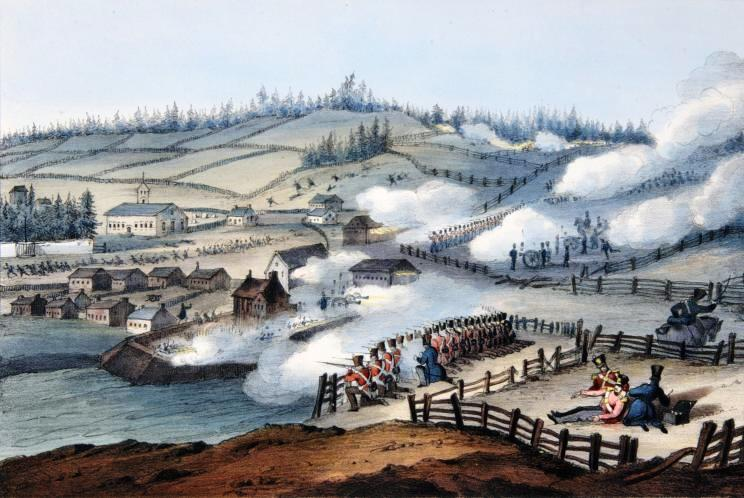
Bataille de Saint-Charles, durant la Rébellion des Patriotes (1837).

En 1836, dans plusieurs lettres, Julie Papineau tente de convaincre son mari de ne pas rentrer à Montréal en raison des troubles qui précèdent la Rébellion des Patriotes. La tension atteint son paroxysme à l'automne 1837, notamment lorsque des membres du Doric Club tentent de saccager la maison des Papineau. En novembre, lorsque l’insurrection éclate, elle se réfugie avec ses enfants à Verchères, en Montérégie. Louis-Joseph Papineau rejoint alors les camps patriotes installés dans la région.  
Après la bataille de Saint-Charles, le 25 novembre 1837, ce dernier s'exile aux États-Unis, avec son fils Amédée, pour échapper aux autorités britanniques. En l'absence de son mari, c'est Julie Papineau qui doit s'occuper des affaires familiales : elle se réfugie quelque temps chez la sœur de Louis-Joseph, Rosalie Papineau, et son mari Jean Dessaulles. En juin 1838, avec sa fille Azélie mais sans Gustave, Ézilda et Lactance, elle finit par rejoindre Louis-Joseph en territoire américain, à Saratoga Springs. 
À la fin de l'année 1838, Julie Papineau reste aux États-Unis alors que son mari part en voyage en France afin de tenter de rallier l'ancienne métropole à la cause des Patriotes. Elle lui envoie alors une lettre, que l'historien Louis-George Harvey considère comme parmi ses plus énergiques, afin de lui rappeler ses devoirs envers sa patrie et le caractère crucial de son voyage diplomatique.

### Passage en France

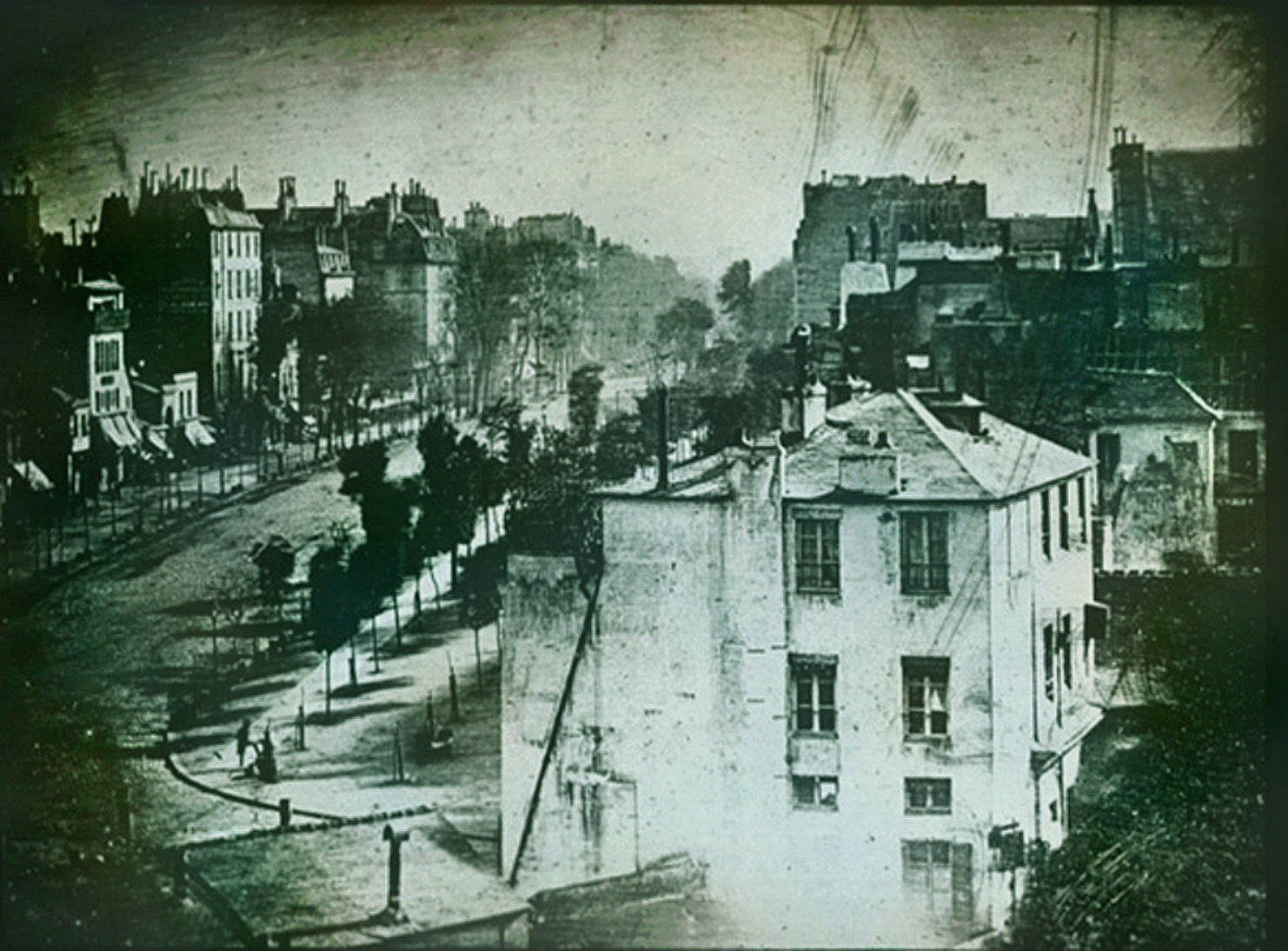
Paris en 1839.

En 1839, Julie Papineau finit par rejoindre Louis-Joseph à Paris, accompagnée de ses enfants Gustave, Ézilda et Azélie. Endetté et incapable de vendre ses propriétés canadiennes, le couple se voit forcé de déménager à plusieurs reprises. Cette période est difficile pour Julie Papineau, qui souffre de l'isolement, loin de sa patrie. Après avoir tenté de convaincre Louis-Joseph de l'accompagner, sans succès, elle rentre au pays en juin 1843.

### Retour au pays et dernières années

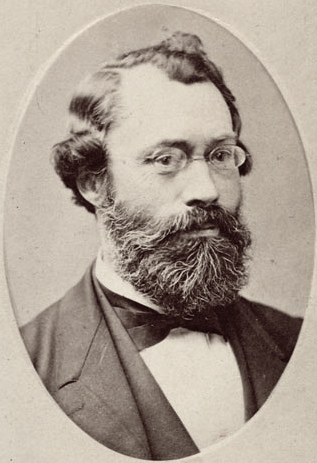
Amédée Papineau, fils aîné de Julie et Louis-Joseph Papineau.

De retour au pays, désormais devenu le Canada-Uni après la fusion du Haut-Canada et du Bas-Canada en 1840 (Acte d'Union), les Papineau s'installent à Montréal, dans une maison louée par Amédée. Louis-Joseph Papineau, craignant les représailles de ses ennemis politiques, ne retourne auprès des siens qu'en 1845, après un bref passage en Italie. Il retourne en politique en 1848, alors qu'il devient député de Saint-Maurice à l'Assemblée du Canada-Uni. Il est par la suite député de Deux-Montagnes entre 1852 et 1854, avant de mettre fin à sa carrière politique.   
Durant les dernières années de leur vie, Julie et Louis-Joseph Papineau sont confrontés à la fragile santé de leurs enfants: Gustave succombe à une maladie cardiaque en 1851 et, un an plus tard, Lactance doit être interné à l’Hospice des religieux de Saint-Jean-de-Dieu (Lyon) à cause de troubles psychiatriques (il y meurt en 1862). Julie Papineau, affectée par la mort de ses enfants, se console auprès de ses petits enfants, nés de l'union entre Amédée Papineau et Mary Westcott, une américaine rencontrée durant l'exil aux États-Unis.  

### Mort

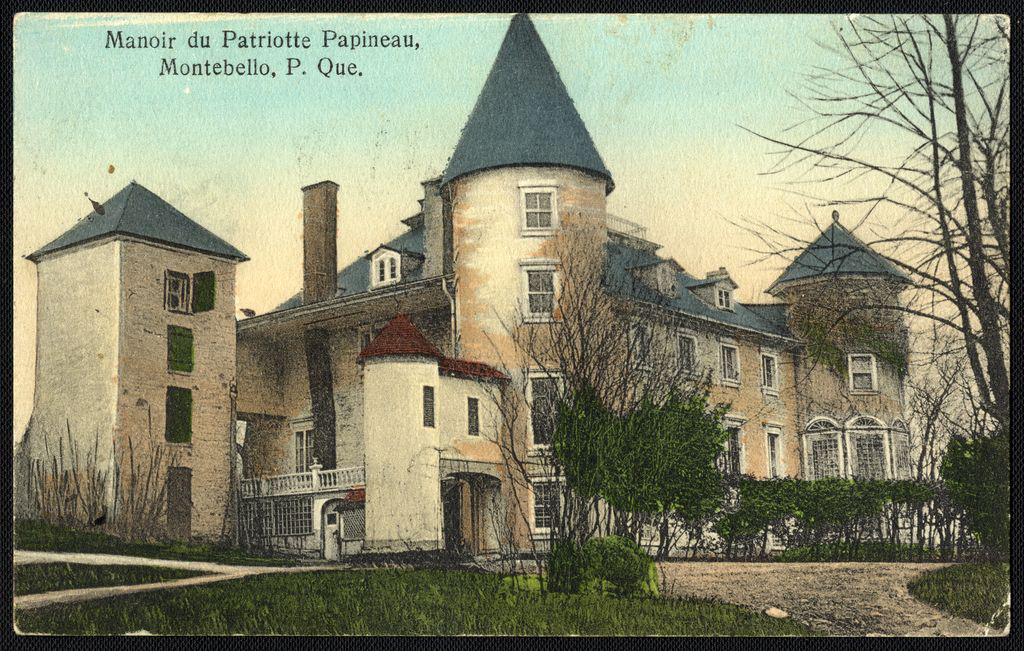
Une carte postale du manoir des Papineau, à Montebello.

Julie Papineau meurt à Montebello, le 18 août 1862.

#### Articles
- Louis-Georges Harvey, « Louis Joseph (1786-1871) et Julie Papineau (1795-1862) », Fondation Lionel-Groulx,‎ novembre 2019 (lire en ligne)
- Charlotte Savary, « Julie Papineau, symbole d'un peuple déçu », Liberté,‎ janvier-avril 1965, p. 140-145 (lire en ligne)
- Mylène Bédard, « Les stratégies épistolaires et les rébellions identitaires dans la correspondance (1830-1840) de Julie Bruneau-Papineau », Recherches féministes,‎ 2011, p. 7-24 (lire en ligne)
- Martial Dassylva, « Biographie - Papineau, Julie Bruneau (1795-1862) », Les Patriotes de 1837@1838,‎ 19 mai 2001 (lire en ligne)

#### Thèses et mémoires
- Marla Arbach, Le personnage de Julie Bruneau dans la correspondance de Papineau (mémoire de maîtrise (lettres)), Montréal, Université McGill, août 2001, 118 p. (lire en ligne)

Correspondance
- L.-J. Papineau, Lettres à Julie, texte établi et annoté par Georges Aubin et Renée Blanchet, Québec, Archives nationales du Québec et Septentrion, 2000, 814 p. (ISBN 978-2-89448-165-3, présentation en ligne)
- Julie Papineau, Une femme patriote. Correspondance (1823-1862). Texte établi, introduction et notes par Renée Blanchet, Sillery, Septentrion, 1997, 520 p. (ISBN 978-2-89448-096-0, présentation en ligne)

Fiction historique
- Micheline Lachance, Le roman de Julie Papineau, t. 2 : L'exil, Montréal, Québec-Amérique, 1998, 638 p.
- Micheline Lachance, Le roman de Julie Papineau, t. 1 : La tourmente, Montréal, Québec-Amérique, 1995, 517 p.